# Crimes of the Heart
Crimes of the Heart (Crímenes del corazón en español) es una obra de teatro de Beth Henley escrita en 1978 y estrenada en 1980. La historia sucede en Hazlehurst en el Misisipi, y las personajes principales son las tres hermanas Babe, Lenny y Meg.

## Argumento
En Hazlehurst ciudad  del state de  Misisipi, Lenny vive en la casa del viejo abuelo el cual ha sido un déspota y  que ahora está muriendo en el hospital. Por eso vuelven a la casa las dos hermanas de Lenny: Babe, quien le disparó un balazo a su marido violento y por eso corre el riesgo de ser internada en un manicomio, sin perdón del marido, porque ahora está enamorada de un muchacho  de 15 años; y Meg, que intentó desarrollar una carrera como cantora sin éxito.
Cada hermana se enfrenta a las consecuencias de los crímenes del corazón que han cometido. Las alegrías y tristezas del pasado hacen que las tres hermanas se reencuentren como nunca.

## Premios
- 1981: New York Drama Critics' Circle Award: mejor obra estadounidense
- 1981: Premio Pulitzer por la dramaturgía
- 1982: Theatre World Award a 
  - Lizbeth MacKay
  - Peter MacNicol[3]

## Adaptación para el cine
Henley adaptó la obra para la película homónima dirigida por Bruce Beresford en 1986, y protagonizada por Diane Keaton, Jessica Lange, Sissy Spacek, Sam Shepard y Tess Harper, entre otros.